# Theodor Kramer (Historiker)
Theodor Kramer (* 7. Dezember 1899 in Bündheim; † 21. Mai 1980 in Schweinfurt) war ein deutscher römisch-katholischer Geistlicher, Domkapitular, Historiker und Archivar.

## Leben
Von 1920 bis 1925 studierte er an der Julius-Maximilians-Universität Würzburg. Nach der Priesterweihe 1925 wurde er 1929 Kaplan an Santa Maria dell’Anima in Rom. Nach der Promotion 1931 zum Dr. iur. can. wurde er 1932 Domvikar in Würzburg, Sekretär Bischof Ehrenfrieds, 1948 Domkapitular und 1950 Diözesanarchivar. Er gründete 1932 den „Würzburger Diözesangeschichtsvereins“ und die Würzburger Diözesangeschichtsblätter mit. 1948 gründete er die Schriftenreihe Quellen und Forschungen zur Geschichte des Bistums und Hochstifts Würzburg mit und gab diese heraus.

## Schriften (Auswahl)
- Matthias Ehrenfried. Bischof von Würzburg (1871–1948). Würzburg 1958, OCLC 633266986.
- mit Theobald Freudenberger, Adelhard Kaspar und Alfred Wendehorst (Hrsg.): Studia Suarzacensia. Beiträge zur Geschichte der Abtei Münsterschwarzach anlässlich des 50. Jahrestages ihrer Wiederbesiedlung. Würzburg 1963, OCLC 174655140.
- Die Kongregation der Töchter des Allerheiligsten Erlösers 1866–1966. Festansprache anläßlich der Hundertjahrfeier am 21. Juni 1966. Würzburg 1966, OCLC 5008718.
- Die Kongregation der Töchter des Allerheiligsten Erlösers 1866–1966. Eine Chronik. Hartdruck, Volkach 1966, OCLC 74180571.